# Manfred Kanther
Manfred Kanther (ur. 26 maja 1939 w Świdnicy) – niemiecki polityk i prawnik, działacz Unii Chrześcijańsko-Demokratycznej (CDU), poseł do Bundestagu, w latach 1993–1998 minister spraw wewnętrznych.

## Życiorys
Po maturze studiował prawo na uniwersytetach w Marburgu i Bonn. Zdał państwowe egzaminy prawnicze I oraz II stopnia. Pracował w administracji w Plettenbergu.
W 1958 wstąpił do Unii Chrześcijańsko-Demokratycznej. Od 1970 był sekretarzem CDU w Hesji, od 1980 do 1987 pełnił funkcję sekretarza generalnego, a w latach 1991–1998 przewodniczącego heskich struktur partii. Od 1992 jednocześnie wchodził w skład prezydium we władzach federalnych CDU. W latach 1974–1993 był posłem do landtagu, od 1991 do 1993 przewodniczył klubowi poselskiemu CDU. W latach 1987–1991 w rządzie tego kraju związkowego pełnił funkcję ministra finansów.
7 lipca 1993 dołączył do czwartego gabinetu Helmuta Kohla jako minister spraw wewnętrznych. Stanowisko to zajmował również w kolejnym rządzie tego kanclerza, pełnił tę funkcję do 26 października 1998. W międzyczasie w 1994 uzyskał mandat posła do Bundestagu, który utrzymał również w wyborach federalnych w 1998.
W 2000 odszedł z parlamentu w związku z przedstawionymi mu zarzutami związanymi z nielegalnym finansowaniem heskiej CDU. W 2005 został skazany w tej sprawie na karę 1 roku i 6 miesięcy pozbawienia wolności z warunkowym zawieszeniem jej wykonania; wyrok ten w 2006 uchylił swoim orzeczeniem Federalny Trybunał Sprawiedliwości. W 2007 przy ponownym rozpoznaniu sprawy Manfred Kanther został skazany na karę grzywny.